# Sergey Prokopyev
Sergei Sergeyevich Prokopyev em russo:Сергей Сергеевич Прокопьев;(Moscou, 21 de agosto de 1986) é um jogador de vôlei de praia russo que conquistou a medalha de prata na edição da Universíada de Verão de 2011 na China.

## Carreira
Em 2005 disputou o Mundial Sub-21 em Rio de Janeiro e ao lado de Yaroslav Koshkarev obteve o bronze.
Na temporada de 2011 representou seu país na edição da  Universíada de Verão de 2011, em Shenzhen, quando alcançou ao lado de Yury Bogatov a medalha de prata.
Em 2012 disputou os Jogos Olímpicos de Verão em Londres formando dupla com Konstantin Semenov quando finalizou na nona colocação.